# Seznam olympijských medailistů v krasobruslení
Krasobruslení se objevilo poprvé už na letních olympijských hrách v Londýně v roce 1908, v krasobruslení tehdy soutěžili jednotlivě muži i ženy a také sportovní dvojice. Muži navíc k závodu jednotlivců měli i soutěž ve speciálních figurách, která se na OH objevila poprvé a naposled. Podruhé bylo krasobruslení také na letních olympijských hrách a to v roce 1920 v Antverpách. Prvně na zimních olympijských hrách se krasobruslení objevilo už v roce 1924 v Chamonix. V roce 1976 v Innsbrucku se do programu ZOH dostala další disciplína – tanec na ledě párů.

## Muži

### Jednotlivci
- V letech 1908 a 1920 byla tato disciplína zařazena do programu LOH.
- Do programu ZOH zařazena tato disciplína od roku 1924.

| Rok                             | Zlato                                                  | Stříbro                                            | Bronz                                          |
| ------------------------------- | ------------------------------------------------------ | -------------------------------------------------- | ---------------------------------------------- |
| LOH 1908 Londýn                 | Ulrich Salchow · Švédsko (SWE)                         | Richard Johansson · Švédsko (SWE)                  | Per Thorén · Švédsko (SWE)                     |
| LOH 1920 Antverpy               | Gillis Grafström · Švédsko (SWE)                       | Andreas Krogh · Norsko (NOR)                       | Martin Stixrud · Norsko (NOR)                  |
| ZOH 1924 Chamonix               | Gillis Grafström · Švédsko (SWE)                       | Willy Böckl · Rakousko (AUT)                       | Georges Gautschi · Švýcarsko (SUI)             |
| ZOH 1928 Svatý Mořic            | Gillis Grafström · Švédsko (SWE)                       | Willy Böckl · Rakousko (AUT)                       | Robert von Zeebroeck · Belgie (BEL)            |
| ZOH 1932 Lake Placid            | Karl Schäfer · Rakousko (AUT)                          | Gillis Grafström · Švédsko (SWE)                   | Montgomery Wilson · Kanada (CAN)               |
| ZOH 1936 Garmisch-Partenkirchen | Karl Schäfer · Rakousko (AUT)                          | Ernst Baier · Německo (GER)                        | Felix Kaspar · Rakousko (AUT)                  |
| ZOH 1948 Svatý Mořic            | Dick Button · Spojené státy americké (USA)             | Hans Gerschwiler · Švýcarsko (SUI)                 | Edi Rada · Rakousko (AUT)                      |
| ZOH 1952 Oslo                   | Dick Button · Spojené státy americké (USA)             | Helmut Seibt · Rakousko (AUT)                      | James Grogan · Spojené státy americké (USA)    |
| ZOH 1956 Cortina d'Ampezzo      | Hayes Alan Jenkins · Spojené státy americké (USA)      | Ronald Robertson · Spojené státy americké (USA)    | David Jenkins · Spojené státy americké (USA)   |
| ZOH 1960 Squaw Valley           | David Jenkins · Spojené státy americké (USA)           | Karol Divín · Československo (TCH)                 | Donald Jackson · Kanada (CAN)                  |
| ZOH 1964 Innsbruck              | Manfred Schnelldorfer · Tým sjednoceného Německa (EUA) | Alain Calmat · Francie (FRA)                       | Scot Allen · Spojené státy americké (USA)      |
| ZOH 1968 Grenoble               | Wolfgang Schwarz · Rakousko (AUT)                      | Timothy Wood · Spojené státy americké (USA)        | Patrick Péra · Francie (FRA)                   |
| ZOH 1972 Sapporo                | Ondrej Nepela · Československo (TCH)                   | Sergej Četveruchin · Sovětský svaz (URS)           | Patrick Péra · Francie (FRA)                   |
| ZOH 1976 Innsbruck              | John Curry · Velká Británie (GBR)                      | Vladimir Kovalev · Sovětský svaz (URS)             | Toller Cranston · Kanada (CAN)                 |
| ZOH 1980 Lake Placid            | Robin Cousins · Velká Británie (GBR)                   | Jan Hoffman · Německá demokratická republika (GDR) | Charles Tickner · Spojené státy americké (USA) |
| ZOH 1984 Sarajevo               | Scott Hamilton · Spojené státy americké (USA)          | Brian Orser · Kanada (CAN)                         | Jozef Sabovčík · Československo (TCH)          |
| ZOH 1988 Calgary                | Brian Boitano · Spojené státy americké (USA)           | Brian Orser · Kanada (CAN)                         | Viktor Petrenko · Sovětský svaz (URS)          |
| ZOH 1992 Albertville            | Viktor Petrenko · Sjednocený tým (EUN)                 | Paul Wylie · Spojené státy americké (USA)          | Petr Barna · Československo (TCH)              |
| ZOH 1994 Lillehammer            | Alexej Urmanov · Rusko (RUS)                           | Elvis Stojko · Kanada (CAN)                        | Philippe Candeloro · Francie (FRA)             |
| ZOH 1998 Nagano                 | Ilja Kulik · Rusko (RUS)                               | Elvis Stojko · Kanada (CAN)                        | Philippe Candeloro · Francie (FRA)             |
| ZOH 2002 Salt Lake City         | Alexej Jagudin · Rusko (RUS)                           | Jevgenij Pljuščenko · Rusko (RUS)                  | Timothy Goebel · Spojené státy americké (USA)  |
| ZOH 2006 Turín                  | Jevgenij Pljuščenko · Rusko (RUS)                      | Stéphane Lambiel · Švýcarsko (SUI)                 | Jeffrey Buttle · Kanada (CAN)                  |
| ZOH 2010 Vancouver              | Evan Lysacek · Spojené státy americké (USA)            | Jevgenij Pljuščenko · Rusko (RUS)                  | Daisuke Takahaši · Japonsko (JPN)              |
| ZOH 2014 Soči                   | Juzuru Hanjú · Japonsko (JPN)                          | Patrick Chan · Kanada (CAN)                        | Denis Ten · Kazachstán (KAZ)                   |
| ZOH 2018 Pchjongčchang          | Juzuru Hanjú · Japonsko (JPN)                          | Shoma Uno · Japonsko (JPN)                         | Javier Fernández · Španělsko (ESP)             |
| ZOH 2022 Peking                 | Nathan Chen · Spojené státy americké (USA)             | Yuma Kagiyama · Japonsko (JPN)                     | Shoma Uno · Japonsko (JPN)                     |

### Speciální figury
- Tato disciplína se objevila v programu OH jen jednou a to na LOH v roce 1908.

| Rok             | Zlato                       | Stříbro                               | Bronz                                    |
| --------------- | --------------------------- | ------------------------------------- | ---------------------------------------- |
| LOH 1908 Londýn | Nikolaj Panin · Rusko (RUS) | Arthur Cumming · Velká Británie (GBR) | Geoffrey Hall-Say · Velká Británie (GBR) |

## Ženy

### Jednotlivkyně
- V letech 1908 a 1920 byla tato disciplína zařazena do programu LOH.
- Do programu ZOH zařazena tato disciplína od roku 1924.

| Rok                             | Zlato                                                   | Stříbro                                                    | Bronz                                                      |
| ------------------------------- | ------------------------------------------------------- | ---------------------------------------------------------- | ---------------------------------------------------------- |
| LOH 1908 Londýn                 | Madge Syersová · Velká Británie (GBR)                   | Elsa Rendschmidtová · Německo (GER)                        | Dorothy Greenhough-Smithová · Velká Británie (GBR)         |
| LOH 1920 Antverpy               | Magda Julinová · Švédsko (SWE)                          | Svea Norénová · Švédsko (SWE)                              | Theresa Weldová · Spojené státy americké (USA)             |
| ZOH 1924 Chamonix               | Herma Szaboová · Rakousko (AUT)                         | Beatrix Loughranová · Spojené státy americké (USA)         | Ethel Muckeltová · Velká Británie (GBR)                    |
| ZOH 1928 Svatý Mořic            | Sonja Henie · Norsko (NOR)                              | Fritzi Burgerová · Rakousko (AUT)                          | Beatrix Loughranová · Spojené státy americké (USA)         |
| ZOH 1932 Lake Placid            | Sonja Henie · Norsko (NOR)                              | Fritzi Burgerová · Rakousko (AUT)                          | Maribel Vinsonová · Spojené státy americké (USA)           |
| ZOH 1936 Garmisch-Partenkirchen | Sonja Henie · Norsko (NOR)                              | Cecilia Colledgeová · Velká Británie (GBR)                 | Vivi-Anne Hulténová · Švédsko (SWE)                        |
| ZOH 1948 Svatý Mořic            | Barbara Ann Scottová · Kanada (CAN)                     | Eva Pawliková · Rakousko (AUT)                             | Jeannette Altweggová · Velká Británie (GBR)                |
| ZOH 1952 Oslo                   | Jeannette Altweggová · Velká Británie (GBR)             | Tenley Albrightová · Spojené státy americké (USA)          | Jacqueline du Biefová · Francie (FRA)                      |
| ZOH 1956 Cortina d'Ampezzo      | Tenley Albrightová · Spojené státy americké (USA)       | Carol Heissová · Spojené státy americké (USA)              | Igrid Wendlová · Rakousko (AUT)                            |
| ZOH 1960 Squaw Valley           | Carol Heissová · Spojené státy americké (USA)           | Sjoukje Dijkstrová · Nizozemsko (NED)                      | Barbara Rolesová · Spojené státy americké (USA)            |
| ZOH 1964 Innsbruck              | Sjoukje Dijkstrová · Nizozemsko (NED)                   | Regine Heitzerová · Rakousko (AUT)                         | Petra Burkaová · Kanada (CAN)                              |
| ZOH 1968 Grenoble               | Peggy Flemingová · Spojené státy americké (USA)         | Gabriele Seyfertová · Německá demokratická republika (GDR) | Hana Mašková · Československo (TCH)                        |
| ZOH 1972 Sapporo                | Beatrix Schubová · Rakousko (AUT)                       | Karen Magnussenová · Kanada (CAN)                          | Janet Lynnová · Spojené státy americké (USA)               |
| ZOH 1976 Innsbruck              | Dorothy Hamillová · Spojené státy americké (USA)        | Dianne de Leeuwová · Nizozemsko (NED)                      | Christine Errathová · Německá demokratická republika (GDR) |
| ZOH 1980 Lake Placid            | Anett Pötzschová · Německá demokratická republika (GDR) | Linda Fratianneová · Spojené státy americké (USA)          | Dagmar Lurzová · Západní Německo (FRG)                     |
| ZOH 1984 Sarajevo               | Katarina Wittová · Německá demokratická republika (GDR) | Rosalyn Sumnersová · Spojené státy americké (USA)          | Kira Ivanovová · Sovětský svaz (URS)                       |
| ZOH 1988 Calgary                | Katarina Wittová · Německá demokratická republika (GDR) | Elizabeth Manleyová · Kanada (CAN)                         | Debbie Thomasová · Spojené státy americké (USA)            |
| ZOH 1992 Albertville            | Kristi Yamaguchiová · Spojené státy americké (USA)      | Midori Itoová · Japonsko (JPN)                             | Nancy Kerriganová · Spojené státy americké (USA)           |
| ZOH 1994 Lillehammer            | Oksana Bajulová · Ukrajina (UKR)                        | Nancy Kerriganová · Spojené státy americké (USA)           | Čchen Lu · Čína (CHN)                                      |
| ZOH 1998 Nagano                 | Tara Lipinská · Spojené státy americké (USA)            | Michelle Kwanová · Spojené státy americké (USA)            | Čchen Lu · Čína (CHN)                                      |
| ZOH 2002 Salt Lake City         | Sarah Hughesová · Spojené státy americké (USA)          | Irina Slucká · Rusko (RUS)                                 | Michelle Kwanová · Spojené státy americké (USA)            |
| ZOH 2006 Turín                  | Šizuka Arakawová · Japonsko (JPN)                       | Sasha Cohenová · Spojené státy americké (USA)              | Irina Slucká · Rusko (RUS)                                 |
| ZOH 2010 Vancouver              | Kim Ju-na · Jižní Korea (KOR)                           | Mao Asadaová · Japonsko (JPN)                              | Joannie Rochetteová · Kanada (CAN)                         |
| ZOH 2014 Soči                   | Adelina Sotnikovová · Rusko (RUS)                       | Kim Ju-na · Jižní Korea (KOR)                              | Carolina Kostnerová · Itálie (ITA)                         |
| ZOH 2018 Pchjongčchang          | Alina Zagitovová · Olympijští sportovci z Ruska (OAR)   | Jevgenija Medveděvová · Olympijští sportovci z Ruska (OAR) | Kaetlyn Osmondová · Kanada (CAN)                           |
| ZOH 2022 Peking                 | Anna Ščerbakovová · Sportovci ROV (ROC)                 | Alexandra Trusovová · Sportovci ROV (ROC)                  | Kaori Sakamotová · Japonsko (JPN)                          |

## Smíšené soutěže

### Sportovní dvojice
- V letech 1908 a 1920 byla tato disciplína zařazena do programu LOH.
- Do programu ZOH zařazena tato disciplína od roku 1924.

| Rok                             | Zlato                                                                                            | Stříbro                                                                 | Bronz                                                                    |
| ------------------------------- | ------------------------------------------------------------------------------------------------ | ----------------------------------------------------------------------- | ------------------------------------------------------------------------ |
| LOH 1908 Londýn                 | Německo (GER) · Anna Hüblerová · Heinrich Burger                                                 | Velká Británie (GBR) · Phyllis Johnsonová · James H. Johnson            | Velká Británie (GBR) · Madge Syersová · Edgar Syers                      |
| LOH 1920 Antverpy               | Finsko (FIN) · Ludowika Jakobssonová · Walter Jakobsson                                          | Norsko (NOR) · Alexia Brynová · Yngvar Bryn                             | Velká Británie (GBR) · Phyllis Johnsonová · Basil Williams               |
| ZOH 1924 Chamonix               | Rakousko (AUT) · Helene Engelmannová · Alfred Berger                                             | Finsko (FIN) · Ludowika Jakobssonová · Walter Jakobsson                 | Francie (FRA) · Andrée Joly-Brunetová · Pierre Brunet                    |
| ZOH 1928 Svatý Mořic            | Francie (FRA) · Andrée Joly-Brunetová · Pierre Brunet                                            | Rakousko (AUT) · Lilly Scholzová · Otto Kaiser                          | Rakousko (AUT) · Melitta Brunnerová · Ludwig Wrede                       |
| ZOH 1932 Lake Placid            | Francie (FRA) · Andrée Joly-Brunetová · Pierre Brunet                                            | Spojené státy americké (USA) · Beatrix Loughranová · Sherwin Badger     | Maďarsko (HUN) · Emilie Rotterová · László Szollás                       |
| ZOH 1936 Garmisch-Partenkirchen | Německo (GER) · Maxi Herberová · Ernst Baier                                                     | Rakousko (AUT) · Ilse Pausinová · Erik Pausin                           | Maďarsko (HUN) · Emilie Rotterová · László Szollás                       |
| ZOH 1948 Svatý Mořic            | Belgie (BEL) · Micheline Lannoyová · Pierre Baugniet                                             | Maďarsko (HUN) · Andrea Kékesyová · Ede Király                          | Kanada (CAN) · Suzanne Morrowová · Wallace Diestelmeyer                  |
| ZOH 1952 Oslo                   | Německo (GER) · Ria Falková · Paul Falk                                                          | Spojené státy americké (USA) · Karol Kennedyová · Peter Kennedy         | Maďarsko (HUN) · Marianna Nagyová · László Nagy                          |
| ZOH 1956 Cortina d'Ampezzo      | Rakousko (AUT) · Sissy Schwarzová · Kurt Oppelt                                                  | Kanada (CAN) · Frances Dafoeová · Norris Bowden                         | Maďarsko (HUN) · Marianna Nagyová · László Nagy                          |
| ZOH 1960 Squaw Valley           | Kanada (CAN) · Barbara Wagnerová · Robert Paul                                                   | Tým sjednoceného Německa (EUA) · Marika Kiliusová · Hans-Jürgen Bäumler | Spojené státy americké (USA) · Nancy Ludingtonová · Ronald Ludington     |
| ZOH 1964 Innsbruck              | Sovětský svaz (URS) · Ljudmila Bělousovová · Oleg Protopopov                                     | Tým sjednoceného Německa (EUA) · Marika Kiliusová · Hans-Jürgen Bäumler | Kanada (CAN) · Debbi Wilkesová · Guy Revell                              |
| ZOH 1968 Grenoble               | Sovětský svaz (URS) · Ljudmila Bělousovová · Oleg Protopopov                                     | Sovětský svaz (URS) · Tatjana Žukovová · Alexandr Gorelik               | Západní Německo (FRG) · Margot Glockshuberová · Wolfgang Danne           |
| ZOH 1972 Sapporo                | Sovětský svaz (URS) · Irina Rodninová · Alexej Uljanov                                           | Sovětský svaz (URS) · Ljudmila Smirnovová · Andrej Surajkin             | Německá demokratická republika (GDR) · Manuela Großová · Uwe Kagelmann   |
| ZOH 1976 Innsbruck              | Sovětský svaz (URS) · Irina Rodninová · Alexandr Zajcev                                          | Německá demokratická republika (GDR) · Romy Kermerová · Rolf Österreich | Německá demokratická republika (GDR) · Manuela Großová · Uwe Kagelmann   |
| ZOH 1980 Lake Placid            | Sovětský svaz (URS) · Irina Rodninová · Alexandr Zajcev                                          | Sovětský svaz (URS) · Marina Čerkasovová · Sergej Šachraj               | Německá demokratická republika (GDR) · Manuela Magerová · Uwe Bewersdorf |
| ZOH 1984 Sarajevo               | Sovětský svaz (URS) · Jelena Valovová · Oleg Vasiljev                                            | Spojené státy americké (USA) · Kitty Carruthersová · Peter Carruthers   | Sovětský svaz (URS) · Larisa Selezněvová · Oleg Makarov                  |
| ZOH 1988 Calgary                | Sovětský svaz (URS) · Jekatěrina Gordějevová · Sergej Griňkov                                    | Sovětský svaz (URS) · Jelena Valovová · Oleg Vasiljev                   | Spojené státy americké (USA) · Jill Watsonová · Peter Oppegard           |
| ZOH 1992 Albertville            | Sjednocený tým (EUN) · Natalja Miškutenoková · Artur Dmitrijev                                   | Sjednocený tým (EUN) · Jelena Bechkeová · Denis Petrov                  | Kanada (CAN) · Isabelle Brasseurová · Lloyd Eisler                       |
| ZOH 1994 Lillehammer            | Rusko (RUS) · Jekatěrina Gordějevová · Sergej Griňkov                                            | Rusko (RUS) · Natalja Miškutenoková · Artur Dmitrijev                   | Kanada (CAN) · Isabelle Brasseurová · Lloyd Eisler                       |
| ZOH 1998 Nagano                 | Rusko (RUS) · Oksana Kazakovová · Artur Dmitrijev                                                | Rusko (RUS) · Jelena Běrežná · Anton Sicharulidze                       | Německo (GER) · Mandy Wötzelová · Ingo Steuer                            |
| ZOH 2002 Salt Lake City         | Rusko (RUS) · Jelena Běrežná · Anton Sicharulidze Kanada (CAN) · Jamie Saléová · David Pelletier | medaile neudělena                                                       | Čína (CHN) · Šen Süe · Čao Chung-po                                      |
| ZOH 2006 Turín                  | Rusko (RUS) · Taťjana Totmjaninová · Maxim Marinin                                               | Čína (CHN) · Tan Čang · Chao Čang                                       | Čína (CHN) · Šen Süe · Čao Chung-po                                      |
| ZOH 2010 Vancouver              | Čína (CHN) · Šen Süe · Čao Chung-po                                                              | Čína (CHN) · Čching Pchang · Ťian Tchung                                | Německo (GER) · Aljona Savčenková · Robin Szolkowy                       |
| ZOH 2014 Soči                   | Rusko (RUS) · Taťjana Volosožarová · Maxim Traňkov                                               | Rusko (RUS) · Ksenia Stolbovová · Fjodor Klimov                         | Německo (GER) · Aljona Savčenková · Robin Szolkowy                       |
| ZOH 2018 Pchjongčchang          | Německo (GER) · Aljona Savčenková · Bruno Massot                                                 | Čína (CHN) · Suej Wen-ťing · Chan Cchung                                | Kanada (CAN) · Meagan Duhamelová · Eric Radford                          |
| ZOH 2022 Peking                 | Čína (CHN) · Suej Wen-ťing · Chan Cchung                                                         | Sportovci ROV (ROC) · Jevgenie Tarasova · Vladimir Morozov              | Sportovci ROV (ROC) · Anastasie Mishina · Aleksandr Galliamov            |

### Taneční páry
- Do programu ZOH zařazena tato disciplína od roku 1976.

| Rok                     | Zlato                                                          | Stříbro                                                           | Bronz                                                               |
| ----------------------- | -------------------------------------------------------------- | ----------------------------------------------------------------- | ------------------------------------------------------------------- |
| ZOH 1976 Innsbruck      | Sovětský svaz (URS) · Ljudmila Pachomovová · Alexandr Gorškov  | Sovětský svaz (URS) · Irina Mojsejevová · Andrej Miněnkov         | Spojené státy americké (USA) · Colleen O'Connorová · James Millns   |
| ZOH 1980 Lake Placid    | Sovětský svaz (URS) · Natalja Liničuková · Gennadij Karponosov | Maďarsko (HUN) · Krisztina Regöczyová · Andras Sallay             | Sovětský svaz (URS) · Irina Mojsejevová · Andrej Miněnkov           |
| ZOH 1984 Sarajevo       | Velká Británie (GBR) · Jayne Torvillová · Christopher Dean     | Sovětský svaz (URS) · Natalja Bestěmjanovová · Andrej Bukin       | Sovětský svaz (URS) · Marina Klimovová · Sergej Ponomarenko         |
| ZOH 1988 Calgary        | Sovětský svaz (URS) · Natalja Bestěmjanovová · Andrej Bukin    | Sovětský svaz (URS) · Marina Klimovová · Sergej Ponomarenko       | Kanada (CAN) · Tracy Wilsonová · Robert McCall                      |
| ZOH 1992 Albertville    | Sjednocený tým (EUN) · Marina Klimovová · Sergej Ponomarenko   | Francie (FRA) · Isabelle Duchesnayová · Paul Duchesnay            | Sjednocený tým (EUN) · Maja Usovová · Alexander Žulin               |
| ZOH 1994 Lillehammer    | Rusko (RUS) · Oksana Griščuková · Jevgenij Platov              | Rusko (RUS) · Maja Usovová · Alexandr Žulin                       | Velká Británie (GBR) · Jayne Torvillová · Christopher Dean          |
| ZOH 1998 Nagano         | Rusko (RUS) · Oksana Griščuková · Jevgenij Platov              | Rusko (RUS) · Anjelika Krylovová · Oleg Ovsjanikov                | Francie (FRA) · Marina Anissinová · Gwendal Peizerat                |
| ZOH 2002 Salt Lake City | Francie (FRA) · Marina Anissinová · Gwendal Peizerat           | Rusko (RUS) · Irina Lobačevová · Ilja Averbuch                    | Itálie (ITA) · Barbara Fusar-Poliová · Maurizio Margaglio           |
| ZOH 2006 Turín          | Rusko (RUS) · Taťjana Navková · Roman Kostomarov               | Spojené státy americké (USA) · Tanith Belbinová · Benjamin Agosto | Ukrajina (UKR) · Jelena Grušinová · Ruslan Gončarov                 |
| ZOH 2010 Vancouver      | Kanada (CAN) · Tessa Virtueová · Scott Moir                    | Spojené státy americké (USA) · Meryl Davisová · Charlie White     | Rusko (RUS) · Oksana Domninová · Maxim Šabalin                      |
| ZOH 2014 Soči           | Spojené státy americké (USA) · Meryl Davisová · Charlie White  | Kanada (CAN) · Tessa Virtueová · Scott Moir                       | Rusko (RUS) · Jelena Ilinychová · Nikita Kacalapov                  |
| ZOH 2018 Pchjongčchang  | Kanada (CAN) · Tessa Virtueová · Scott Moir                    | Francie (FRA) · Gabriella Papadakisová · Guillaume Cizeron        | Spojené státy americké (USA) · Maia Shibutaniová · Alex Shibutani   |
| ZOH 2022 Peking         | Francie (FRA) · Gabriella Papadakisová · Guillaume Cizeron     | Sportovci ROV (ROC) · Victoria Sinitsina · Nikita Katsalapov      | Spojené státy americké (USA) · Madison Hubbellová · Zachary Donahue |

### Smíšená družstva
- Do programu ZOH zařazena tato disciplína od roku 2014.

| Rok                    | Zlato | Stříbro | Bronz |
| ---------------------- | --- | --- | --- |
| ZOH 2014 Soči          | Rusko (RUS) · Jevgenij Pljuščenko · Julia Lipnická · Xenija Stolbovová / Fjodor Klimov · Jelena Ilinychová / Nikita Kacalapov · Taťjana Volosožarová / Maxim Traňkov · Jekatěrina Bobrovová / Dmitrij Solovjov | Kanada (CAN) · Patrick Chan · Kevin Reynolds · Kaetlyn Osmondová · Kirsten Towersová / Dylan Moscovitch · Tessa Virtueová / Scott Moir · Meagan Duhamelová / Eric Radford                                         | Spojené státy americké (USA) · Jason Brown · Gracie Goldová · Marissa Castelliová / Simon Shnapir · Meryl Davisová / Charlie White · Jeremy Abbott / Ashley Wagnerová |
| ZOH 2018 Pchjongčchang | Kanada (CAN) · Patrick Chan · Kaetlyn Osmond · Gabrielle Daleman · Meagan Duhamel / Eric Radford · Tessa Virtueová / Scott Moir                                                                                | Olympijští sportovci z Ruska (OAR) · Mikhail Kolyada · Jevgenija Medveděvová · Alina Zagitovová · Evgenia Tarasova / Vladimir Morozov · Natalia Zabiiako / Alexander Enbert · Ekaterina Bobrova / Dmitri Soloviev | Spojené státy americké (USA) · Nathan Chen · Adam Rippon · Bradie Tennell · Mirai Nagasu · Alexa Scimeca Knierim / Chris Knierim · Maia Shibutani / Alex Shibutani    |
| ZOH 2022 Peking        | Spojené státy americké (USA) · Nathan Chen† · Vincent Zhou‡ · Karen Chenová · Alexa Knierimová · Brandon Frazier · Madison Hubbellová† · Zachary Donohue† · Madison Chocková‡ · Evan Bates‡                    | Japonsko (JPN) · Shoma Uno† · Yuma Kagiyama‡ · Wakaba Higuchiová† · Kaori Sakamotová‡ · Riku Miuraová · Ryuichi Kihara · Misato Komatsubaraová · Tim Koleto                                                       | Sportovci ROV (ROC) · Mark Kondratiuk · Kamila Valijevová (DSQ) · Anastasia Mišinová · Aleksandr Galljamov · Victoria Sinitsinaová · Nikita Katsalapov                |

Poznámky
- † sportovec / sportovci soutěžící pouze v krátkém programu / tanci.
- ‡ sportovec soutěží pouze v dlouhém programu / tanci.